# Дейвид Уилц
Дейвид Уилц (на английски: David Wiltse) е американски драматург, сценарист и писател на произведения в жанра трилър и криминален роман.

## Биография и творчество
Дейвид Уилц е роден на 6 юни 1940 г. в Линкълн, Небраска, САЩ, в семейство на адвокат. Завършва университета на Небраска в Линкълн през 1953 г. с бакалавърска степен по изкуства. В периода 1963-1966 г. служи в армията на САЩ.
Пише пиеси за сцената, екрана и телевизията. Печели наградата за драма за „най-обещаващ драматург“ за първата си пиеса „Suggs“ продуцирана в Линкълн Център през 1972 г.
Първият му роман „The Wedding Guest“ (Сватбеният гост) е издаден през 1982 г.
През 1991 г. е издаден първият му роман „Prayer for the Dead“ (Молитва за мъртвите) от поредицата трилъри „Джон Бекер“. Главен герой е бившия агент на ФБР, който разследва заплетени случаи на убийства заедно с остроумната и умела агентка на ФБР Карън Крист.
Удостоен е с наградата „Едгар Алан По“ за телевизионния филм „Revenge of the Stepford Wives“ (Отмъщението на Степфордските съпруги), адаптация на романа на Айра Левин.
В периода 2006 – 2009 г. е назначен за драматург в театъра в Уестпорт, Кънектикът.
Дейвид Уилц живее със семейството си в Уестън, Кънектикът.

## Произведения

### Самостоятелни романи
- The Wedding Guest (1982)
- Serpent (1983)
- The Assassin (1984)
- The Fifth Angel (1985)
- Home Again (1986)
- Doubles (1986)

### Серия „Джон Бекер“ (John Becker)
1. Prayer for the Dead (1991)
2. Close to the Bone (1992)
3. The Edge of Sleep (1993)
Човекът от ФБР, изд. „Атика“ (1994), прев. Благовеста Дончева
4. Into the Fire (1994)
Към преизподнята, изд. „Епсилон“ (1995), прев. Валентин Кръстев
5. Bone Deep (1995)
Маската на злото, изд. „Атика“ (1995), прев. Благовеста Дончева
6. Blown Away (1996)
Бесен кучи син, изд. „Атика“ (1997), прев. Благовеста Дончева

### Серия „Били Трей“ (Billy Tree)
1. Heartland (2001)
Шерифът, изд. „Атика“ (2000), прев. Стефан Величков
2. The Hangman's Knot (2002)

### Пиеси
- Suggs (1972)
- Doubles (1985)
- Crazy Horse and Three Stars ()
- A Grand Romance (1998)
- Temporary Help (2000)
- Triangles for Two (2000)
- The Good German (2003)
- Dance Lesson (2004)
- A Marriage Minuet (2005)
- Scramble!/Hatchetman (2006)
- Sedition (2007)
- Murder Two ()
- Stone ()
- The Greatest Gift ()

### Разкази
- Feeny's Trials (1985)

### Екранизации
- 1973 Hurry Up, or I'll Be 30 – сценарий
- 1974 Nightmare – ТВ филм
- 1980 Revenge of the Stepford Wives – ТВ филм
- 1991 Doubles
- 1994 Изкачването, The Ascent – сценарий